# 茂木賢三郎
茂木 賢三郎/第十三代茂木 七左衞門（もぎ けんざぶろう/もぎ しちざえもん、1938年1月18日 - ）は、日本の実業家。独立行政法人日本芸術文化振興会理事長。1973年にハーバード大学でMBAを取得し、のちにハーバード・ビジネス・スクール日本同窓会会長も務めた。日本芸術文化振興会の理事長に就任した後、先代の逝去を受けて、名前を七左衞門（しちざえもん）に改めた。茂木啓三郎は父、茂木友三郎は実兄。妻は東ソー創業者岩瀬徳三郎の孫。

## 人物
1938年千葉県出身。1960年3月一橋大学経済学部卒業。大学時代は中山伊知郎ゼミナール、柔道部に所属。1960年4月東京銀行に入行。
キッコーマンが、野田醤油として設立されて以来、茂木家からは各家一世代に一人しか入社できないという不文律があったところ、既に兄の茂木友三郎が入社していたため、賢三郎は入社できないこととなっていたが、後に一族の本家である茂木本家茂木潤一郎（第十二代七左衞門）の養子となったことから、入社が可能となり、1962年東京銀行を退社し、キッコーマンに入社した。
1973年にハーバード大学経営大学院を修了し、MBAを取得。茂木のキッコーマンについてあつかった卒業論文がきっかけとなり、1974年には日本の会社としてはじめてハーバード・ビジネス・スクールでキッコーマンがケースとして取り上げられたほか、アグリビジネス・エグゼキュティブ・セミナーでも教材として用いられた。1984年には改訂版が作られ、その際には茂木もコメンテーターとして授業に参加した。このハーバード・ビジネス・スクールへの留学経験については、のちに、学習内容は英語力を別にすれば会社の中でも身につけられるものだが、それを2年間で身につけることができる点に時間的な効率があると述べている。同時期にハーバード大学に留学し既婚者用のアパートに居住していた大来洋一（元経済企画審議官）、中谷巌（経済学者、一橋大学名誉教授）、伊佐山建志（元特許庁長官）と知り合い、帰国後も4組の夫婦で年1回ゴルフをやる仲となった。
キッコーマンでは開発事業部長等を務め、のちにキッコーマン事業開発社長として、スイミングスクール事業や米国でのフィットネスクラブ事業を展開した。キッコーマン代表取締役副社長等を経て、2009年に独立行政法人日本芸術文化振興会理事長就任。
また少子化問題に関心があり、2005年から日本経済団体連合会の少子化対策委員会で初代の委員長を務めた。キッコーマンでは育児短時間勤務制度等を設け、女性社員の定着率向上を実現させた。

## 略歴
- 1938年1月 千葉県出身
- 1960年3月 一橋大学経済学部卒業
- 1960年4月 株式会社東京銀行入行
- 1962年5月 野田醤油株式会社入社
- 1973年 ハーバード大学経営大学院経営学専攻修了、MBA（経営学修士）
- 1982年2月 キッコーマン株式会社 開発部長
- 1983年3月 キッコーマン株式会社 取締役 開発部長
- 1987年3月 キッコーマン株式会社 取締役開発事業部長
- 1999年4月 キッコーマン株式会社 常務取締役 開発事業本部長
- 1998年3月 キッコーマン株式会社 専務取締役
- 2001年3月 キッコーマン株式会社 代表取締役副社長 生産本部長
- 2004年6月 キッコーマン株式会社 取締役副会長
- 2009年6月 キッコーマン株式会社 相談役
- 2009年7月 独立行政法人日本芸術文化振興会理事長
- 2011年6月 キッコーマン株式会社 特別顧問
  - このほか大学設置・学校法人審議会委員、経済同友会幹事、中央児童福祉審議会委員、東京経営者協会常任理事、社団法人全国外国語教育振興協会理事、社団法人日本経済団体連合会少子化対策委員会委員長共同委員長、NPO法人日本青少年キャリア教育協会評議員、財団法人野田産業科学研究所評議員、日本英語交流連盟理事、社団法人如水会評議員会長、国際教育学会特別顧問、外務省国際経済・金融システム研究会委員、公益財団法人日本国際フォーラム政策委員[10]等も務める。